# 谷陇镇
谷陇镇，是中华人民共和国贵州省黔东南苗族侗族自治州黄平县下辖的一个乡镇级行政单位。
2013年5月24日，贵州省人民政府批复同意撤销苗陇乡、谷陇镇，设置新的谷陇镇。

## 行政区划
谷陇镇下辖以下地区：
兴谷社区、谷陇村、大寨村、长冲村、班鸠村、青塘村、岩英村、黄泥村、新寨村、抱脚里村、平寨村、山坪村、翁勇村、白斋村、王坳村、金伍村、仰朵村、双山村、下场村、板细村、山凯村、加相村、浦江村、山保村、翁山村、里长村、滚水村、凤山村、大坪村、腊望村、岩门司村、鱼良村、五星村、马头岩村、牛场村、火车站村、克麻村、西江村、大高山村、黑冲村、苗陇村、翁板村、城溪村、平安村、小高山村、青杠村、双下村和教孝村。

## 中国传统村落
2013年8月，苗陇村被评为第二批中国传统村落。

## 交通
- 沪昆铁路：黄平站